# Ivan Vukas
Ivan Vukas (* 16. September 1979 in Sinj, Jugoslawien) ist ein ehemaliger kroatischer Handballspieler und heutiger -trainer. Der meist als rechter Rückraumspieler eingesetzte gebürtige Jugoslawe spielte für GWD Minden-Hannover in der Bundesliga.

## Karriere
Vukas wechselte 2001 von Zamet Crotek zu RK Metković-Jambo. Mit dem Team wurde er 2002 kroatischer Pokalsieger. 2004 wechselte er zum deutschen Bundesligisten GWD Minden-Hannover. Nach zwei Jahren schloss er sich dem spanischen Verein CB Torrevieja an. 2009 folgte ein Wechsel zum österreichischen Klub UHK Krems, mit dem er 2010 österreichischer Pokalsieger wurde. 2011 ging er nach Zypern zu European University Cyprus. Im April 2014 verpflichtete ihn der damalige deutsche Oberligist TuS 04 Kaiserslautern-Dansenberg. 2016 beendete er dort seine aktive Laufbahn.
Vukas absolvierte 32 Länderspiele für die Kroatische Nationalmannschaft und nahm mit der Mannschaft an der Europameisterschaft 2004 in Slowenien teil.
2014 begann er in Kaiserslautern parallel seine Trainer-Karriere. Zunächst trainierte er jeweils für eine Saison die A- und B-Jugend der TuS 04 Kaiserslautern-Dansenberg. 2016 übernahm er erneut die A-Jugend. In der Saison 2016/17 war er zudem für die zweite Mannschaft des Vereins verantwortlich, die unter seiner Leitung in die Oberliga aufstieg. Seit der Saison 2019/20 ist er als Trainer der 1. Herrenmannschaft der HSG Kaiserslautern tätig und konnte die Mannschaft in der oberen Tabellenhälfte der Pfalzliga etablieren.
Ab der Saison 2023/24 wechselt Vukas die Rolle und übernahm den Posten des sportlichen Koordinators bei der HSG Kaiserslautern.
Seit 2024 ist er als sportlicher Leiter des TuS 04 Kaiserslautern-Dansenberg tätig.

## Erfolge
- Kroatischer Pokalsieger 2002
- Österreichischer Pokalsieger 2010